# Idegennyelv-mellékhatás
Idegennyelv-mellékhatásnak (japánul 外国語副作用) nevezzük az értelmi képességnek a második nyelv használatakor megfigyelhető általános csökkenését. Ennek a pszichológiai jelenségnek az egyik lehetséges magyarázata, hogy az idegen nyelv feldolgozása nagymértékben igénybe veszi a feldolgozóforrást (processing resource). 
Az idegennyelv-mellékhatás azt eredményezheti, hogy a környezet alacsonyabb értelmi képességet tulajdonít egy személynek, mint amikor az anyanyelvét használja.
Az egyik kritika az elmélettel szemben felvetette, hogy az értelmi teljesítmény megfigyelt lecsökkenésének mértéke vajon a megvizsgált személyek verbális fogalmazási képességeinek szintjét tükrözi-e. Hasonló teljesítmény-romlást azonban kimutattak a verbális fogalmazási képességet nem igénylő területeken is, például a számoló képesség esetén (Takano & Noda, 1995).

## Az idegennyelv-mellékhatás mechanizmusa
Az idegennyelv-mellékhatást sokan a feldolgozóforrás elméletével magyarázzák. Mivel normális körülmények között az emberi nyelvfeldolgozása szinte teljesen automatizálva van, egyes komplex feladatokat leszámítva (pl. a szövegszerkesztés) a nyelv-feldolgozó rendszer működése ritkán terheli le a feldolgozóforrást. A második nyelv esetében azonban az automatizmus sokszor nem olyan mértékű, mint az anyanyelvnél, ezáltal a forráskészlet szűkölése megnehezítik a bonyolult munkálatokat, ami miatt mind a saját, mind a mások szemében úgy tűnik, mintha lecsökkent volna az értelmi képessége. (a feldolgozás automatizálásáról lásd Schneider & Shiffrin (1977))

## Példák az idegennyelv-mellékhatásra
Takano & Noda (1995) vizsgálatuk során a feldolgozóforrás leterheltségének méréséhez általánosan bevett kettős feladatot (dual task) alkalmazták. Az alanyokkal egyszerre végeztették el a fő- és hatófeladatokat, és azt vizsgálták, hogy a hatófeladatok hogyan befolyásolják a főfeladat eredményét. A kísérletből az következett, hogy amikor a hatófeladat az idegen nyelv volt és nem az anyanyelv, a nyelvi, a téri és a számoló feladatok valamennyijének romlott az eredménye.

## Kutatási epizódok
Maga a jelenség igen régóta ismert az idegennyelv-használók körében. Tudományos pszichológia bebizonyítója Takano Youtarou volt. Takanót az vezette el az elmélet kidolgozásához, hogy amikor egy angol nyelvű kutatási beszámolót hallgatott, felfigyelt arra, hogy a kérdések, amik normális körülmények között egymás után merülnek föl benne, ezúttal nem jutottak eszébe.

## Fordítás
- Ez a szócikk részben vagy egészben a 外国語副作用 című japán Wikipédia-szócikk fordításán alapul.  Az eredeti cikk szerkesztőit annak laptörténete sorolja fel. Ez a jelzés csupán a megfogalmazás eredetét és a szerzői jogokat jelzi, nem szolgál a cikkben szereplő információk forrásmegjelöléseként.